# チェルノビツキ・エーヴァ
チェルノビツキ・エーヴァ（ハンガリー語: Csernoviczki Éva, 1986年10月16日- ）は、ハンガリーのタタバーニャ出身の柔道選手。階級は48kg級。身長160cm。

## 人物
柔道家だった父親の影響で7歳の時に柔道を始めた。自らの柔道技術は1992年バルセロナオリンピックの71kg級決勝を争った古賀稔彦と同国人のハイトシュ・ベルタランの強い影響を受けているという。ヨーロッパU23柔道選手権大会で3度も優勝するなどジュニアの頃からヨーロッパの大会では活躍して、2007年の世界選手権では7位となった。翌年の北京オリンピックも7位入賞を果たした。2011年には1月のワールドマスターズ2011準決勝で山岸絵美に判定(0－3)で敗れるが3位となった。2月のグランドスラム・パリでは決勝まで進んだものの浅見八瑠奈の前に開始早々一本負けを喫した。8月の世界選手権では準々決勝でサラ・メネゼスと対戦し敗れるが、3位決定戦でシャルリーヌ・ファンスニックに一本勝ちして3位となった。
2012年7月のロンドンオリンピックでは、準々決勝でファンスニックに送襟絞で一本負けした。しかし、その後の3位決定戦で福見友子と対戦した際にはGSに入って父親でもあるコーチのチェルノビツキ・チャバが、禁止されている試合最中における掛け声を行ったためにコーチ席から退場させられた直後に、小外刈で一本勝ちを収めて見事銅メダルを獲得した。
2013年の世界選手権では3回戦で敗れた。
2014年にはヨーロッパ選手権で優勝すると、地元で開催されたグランプリ・ブダペストでも優勝を飾った。しかし、世界選手権では7位に終わった。
2015年のヨーロッパ競技大会では3位だったが、世界選手権では7位だった。
2016年のリオデジャネイロオリンピックでは、準々決勝でこの階級で金メダルを獲得したアルゼンチンのパウラ・パレトに技ありで敗れた。
2017年に地元のブダペストで開催された世界選手権では初戦で敗れた。
2021年7月に日本武道館で開催された東京オリンピックでは2回戦で渡名喜風南に合技で敗れた。

## 主な戦績
- 2003年 - ヨーロッパU23柔道選手権大会　優勝
- 2004年 - 世界ジュニア　7位
- 2005年 -ヨーロッパジュニア　2位
- 2006年 - ヨーロッパU23柔道選手権大会　優勝
- 2006年 -　世界学生　3位
- 2007年 - 世界選手権　7位
- 2007年 -　ヨーロッパU23柔道選手権大会　2位
- 2008年 -　ワールドカップ・ソフィア　優勝
- 2008年 -　ドイツ国際　3位
- 2008年 -　ヨーロッパ選手権　3位
- 2008年 -　北京オリンピック　7位
- 2008年 -　ヨーロッパU23柔道選手権大会　優勝
- 2009年 -　ヨーロッパ選手権　2位
- 2009年 -　グランドスラム・モスクワ　3位
- 2009年 -　ユニバーシアード　3位
- 2009年 -　グランプリ・アブダビ　優勝
- 2010年 -　ワールドマスターズ2010　5位
- 2010年 -　ヨーロッパ選手権　2位
- 2010年 -　グランドスラム・東京　5位
- 2011年 -　ワールドマスターズ2011　3位
- 2011年 -　グランドスラム・パリ　2位
- 2011年 -　ヨーロッパ選手権　2位
- 2011年 -　グランドスラム・リオ　3位
- 2011年 -　世界選手権　3位
- 2011年 -　グランドスラム・東京　5位
- 2012年 -　ヨーロッパ選手権　3位
- 2012年 -　ロンドンオリンピック　3位
- 2013年 -　ヨーロッパ選手権　優勝
- 2013年 -　グランプリ・マイアミ　優勝
- 2014年 -　ヨーロッパ選手権　優勝
- 2014年 -　グランプリ・ブダペスト　優勝
- 2014年 -　世界選手権　7位
- 2014年 -　グランドスラム・アブダビ　2位
- 2015年 - グランドスラム・バクー　2位
- 2015年 - ヨーロッパ競技大会　3位
- 2015年 - 世界選手権 7位
- 2015年 -　グランプリ・チェジュ　2位
- 2016年 -　グランドスラム・パリ　3位
- 2016年 - ヨーロッパ選手権　2位
- 2016年 -　グランドスラム・バクー　2位
- 2017年 - ヨーロッパ選手権　3位
- 2017年 - グランプリ・カンクン　3位
- 2017年 -　グランプリ・タシュケント　3位
- 2018年 -　グランドスラム・デュッセルドルフ　2位
- 2018年 - ヨーロッパ選手権　2位
- 2018年 - グランプリ・タシュケント　2位
- 2019年 -　グランプリ・テルアビブ　3位
- 2019年 - グランプリ・トビリシ　5位
- 2019年 - グランプリ・ブダペスト　5位

(出典、JudoInside.com)